# Nezbudská Lúčka
Nezbudská Lúčka (Hongaars: Óváralja) is een Slowaakse gemeente in de regio Žilina, en maakt deel uit van het district Žilina.
Nezbudská Lúčka telt 370 inwoners.